# Pianola

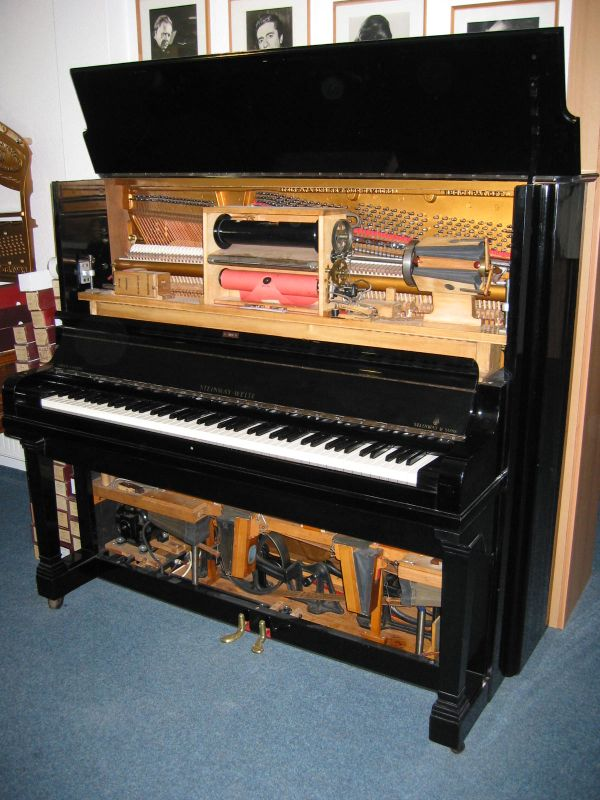
Steinway Welte pianola uit 1919

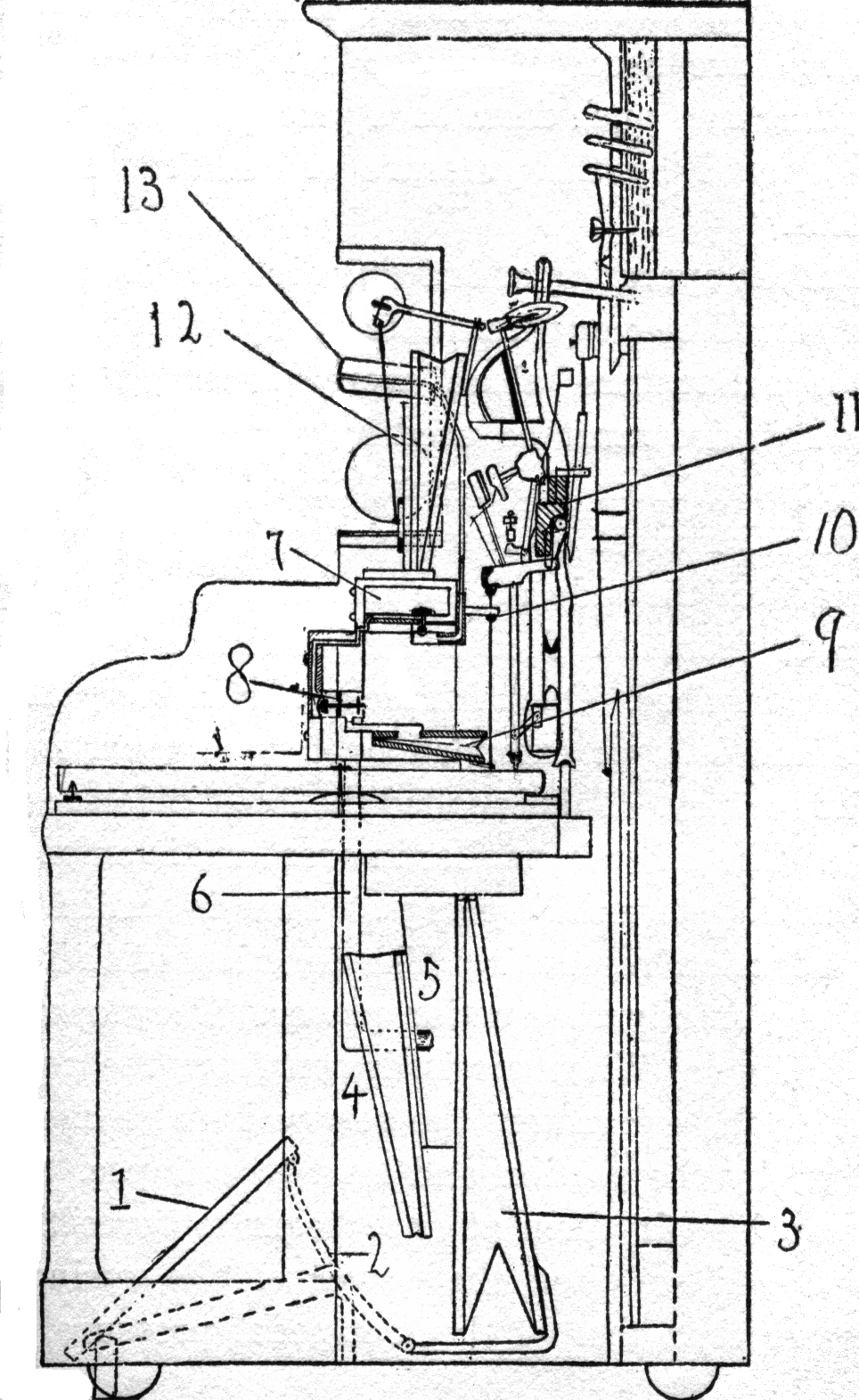
Pneumatisch aangedreven pianola

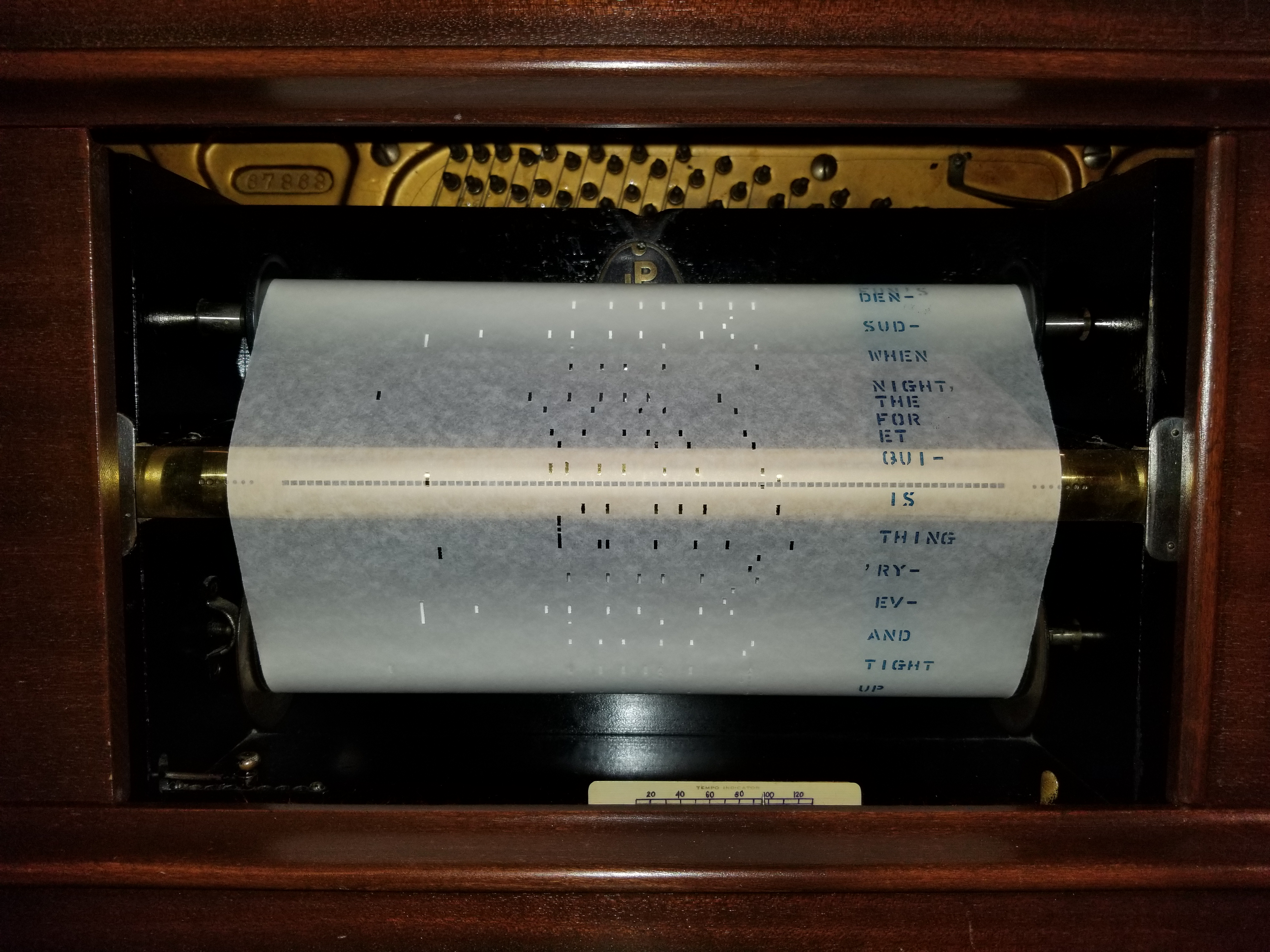
Pianolarol

Een pianola is een speelautomaat waarmee pianomuziek ten gehore kan worden gebracht. Het begrip was oorspronkelijk een merknaam, maar wordt tegenwoordig als soortnaam gebruikt.

## Geschiedenis
De eerste pianola werd in 1895 gebouwd door de Amerikaan Edwin Votey. Vanaf 1897 waren pianola's in de Verenigde Staten te koop onder het merk Pianola; ze werden geproduceerd door de Aeolian Company. In Europa verschenen ze twee jaar later. In de Verenigde Staten heetten ze officieel player piano. In Nederland werden ze "kunstspelpiano" genoemd. Later is merkverwatering opgetreden; de merknaam Pianola werd een verzamelnaam voor alle automatisch spelende piano's.
De bloeitijd van de pianola lag in de jaren twintig van de 20e eeuw. Het apparaat raakte in onbruik doordat muziek via radio of een elektrische grammofoon ten gehore kon worden gebracht. De afgelopen tien jaar zijn verschillende oude pianorollen op een gerestaureerde reproductiepiano afgespeeld en op cd opgenomen. Vooral de opnamen waarin componisten hun eigen werk speelden, vormen fascinerende documenten.

### Techniek
De pianola werkt met een pneumatisch systeem, waarbij de benodigde onderdruk wordt opgewekt met twee pedalen. De muziek is opgeslagen in de vorm van verwisselbare papierrollen met gaatjes, volgens hetzelfde principe als de boeken van een draaiorgel. Een gaatje in de papierrol maakt dat het bijbehorende balgje wordt leeggezogen. Het dichtklappen van dat balgje brengt een hamer in beweging, die tegen de corresponderende snaren van de piano slaat. Op een pianola kan de dynamiek en het tempo van de muziek tijdens het afspelen nog worden beïnvloed. Op de rol loopt een stippellijn als indicatie voor de te spelen dynamiek. Door middel van harder of zachter trappen op de pedalen en het gebruik van diverse hendels kan harder of zachter gespeeld worden, Een pianola beschikt ook over een hendel die gekoppeld is met het rechterpedaal (de snarendemper), dit is nodig doordat het normale demperpedaal van de pianola niet bereikbaar is omdat de pianolapedalen daar overheen staan. Sommige pianola's beschikken over een pneumatische demperfunctie die vanaf de muziekrol wordt aangestuurd.
Pianola's waren aanvankelijk apparaten die voor een piano of vleugel werden geplaatst, zodat ze de toetsen konden indrukken. Rond 1905 werden de apparaten in een piano of vleugel ingebouwd. De fabrikanten wisten de techniek tot zeer grote perfectie te ontwikkelen. Vanaf 1905 kwamen ook instrumenten op de markt die een vastgelegde uitvoering van een pianist geheel automatisch konden naspelen, inclusief rubato, volumeverschillen, en het gebruik van de pedalen. Deze vorm van de pianola wordt reproductiepiano genoemd. De eerste pianola's van dit type werden gebouwd door het Duitse bedrijf Welte, dat ook een apparaat ontwikkelde waarmee het spel van een pianist kon worden vastgelegd op een papierrol, die vervolgens kon worden vermenigvuldigd. Twee andere pianolafabrikanten, die een iets ander systeem hanteerden, waren Ampico en Duo-Art (Aeolian).

### Nederland
Nederland kende vanaf 1923 een eigen pianolarollenfabriek: Hollandia in Amsterdam. In 1928 brandde de fabriek aan de Lijnbaansgracht uit. Het bedrijf werd onder de naam Euterpe voortgezet door een werknemer van Hollandia, die zich vestigde aan de Prinsengracht 263. Dit pand is tegenwoordig bekend als het Anne Frank Huis. Vlakbij is het Geelvinck Pianola Museum gevestigd. Ook het Utrechtse Museum Speelklok bezit een verzameling historische pianorollen die regelmatig worden afgespeeld.

## Muzikanten
Van veel belangrijke pianisten uit het begin van de 20e eeuw, zoals Sergej Rachmaninov en Josef Lhévinne, is het spel vastgelegd op papierrollen. Daarnaast zijn speciaal voor de pianola composities geschreven, onder meer door Stravinsky, en na de Tweede Wereldoorlog door Conlon Nancarrow. Zo kon een nieuw soort pianomuziek ten gehore worden gebracht, onafhankelijk van de fysieke beperkingen van mensen.

## Pianorollen naar midi-bestanden
Tegenwoordig worden door veel pianolaliefhebbers technieken ontwikkeld om pianorollen in te scannen en over te zetten in midibestanden. Deze midibestanden kunnen dan op een pc met geluidskaart weer worden afgespeeld. Ook kunnen de midibestanden gebruikt worden om ponsmachines aan te sturen om op deze manier een kopie van de originele, vaak fragiele, muziekrol te vervaardigen. 

## Weetje
Een pianola wordt in het Engels een player piano genoemd. Onder deze titel verscheen in 1952 de eerste roman van de Amerikaanse schrijver Kurt Vonnegut. Het is een dystopie over een volledig geautomatiseerde Amerikaanse samenleving ergens in de toekomst.